# Rowan Williams

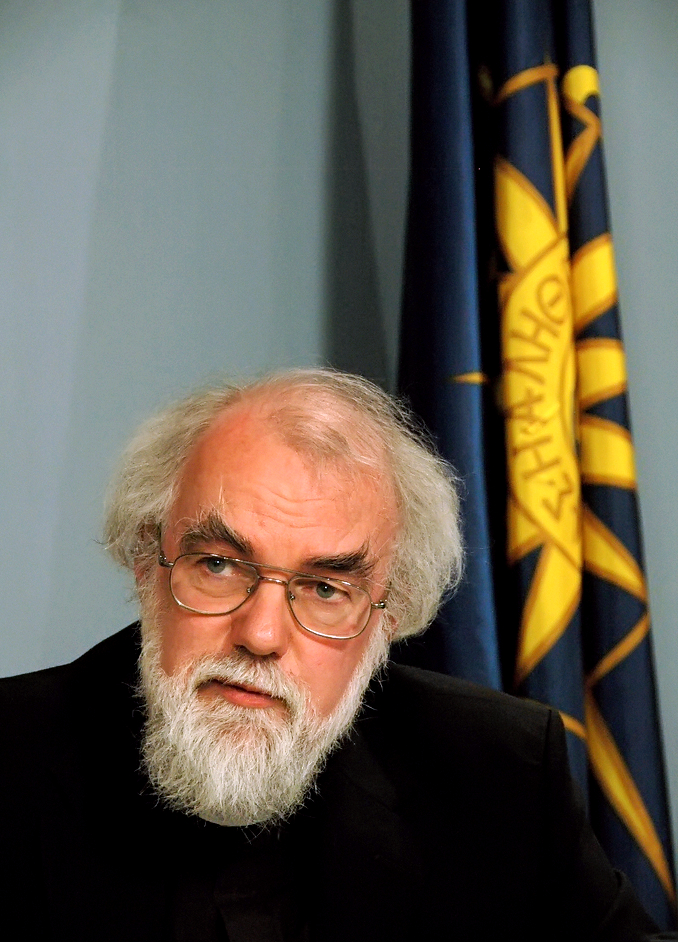
Rowan Williams (2007)

Wappen von Rowan Williams

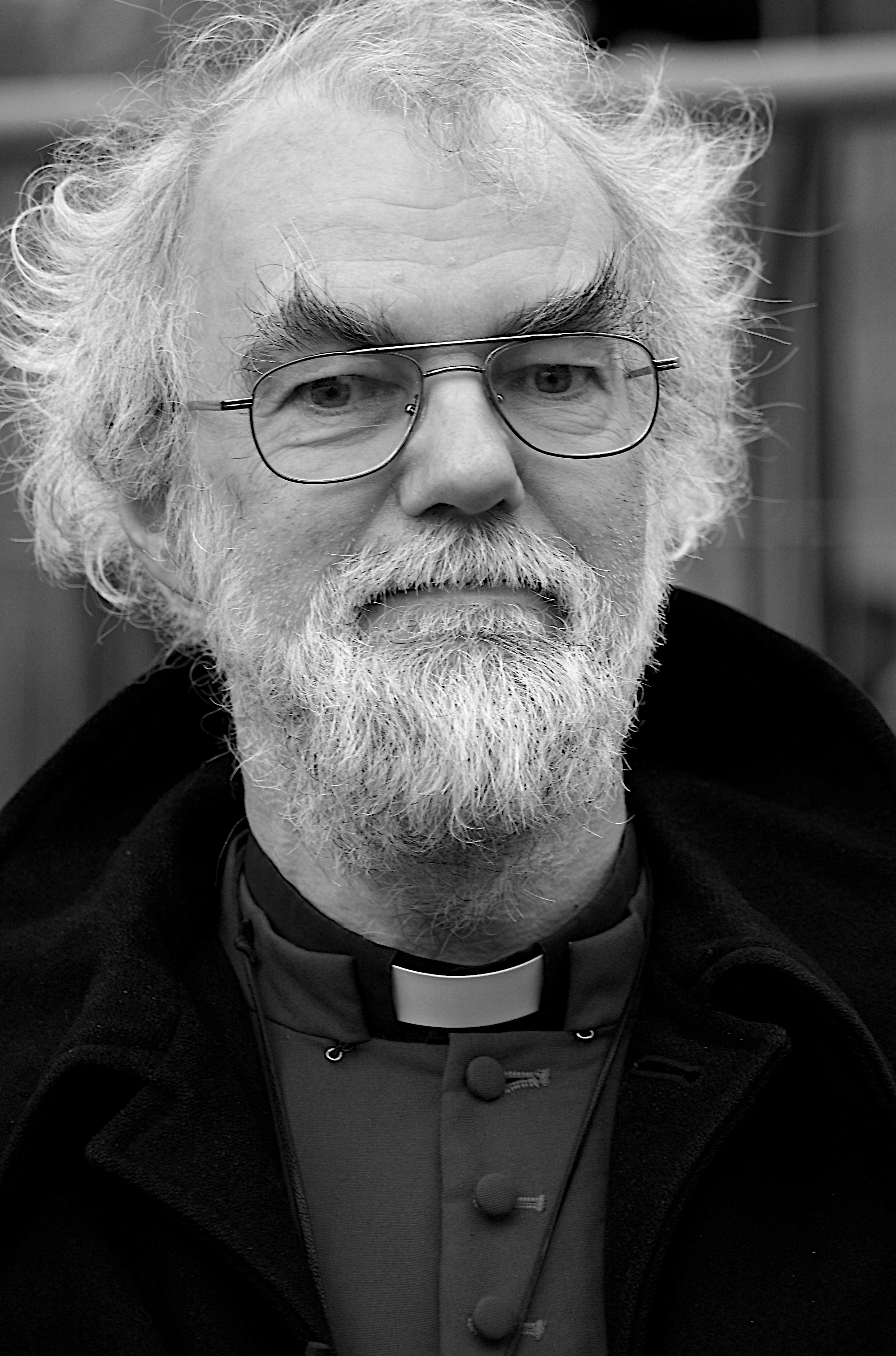
Rowan Williams (2007)

Rowan Douglas Williams, Baron Williams of Oystermouth (* 14. Juni 1950 in Swansea, Wales) ist ein britischer anglikanischer Geistlicher, Theologe und Politiker. Er war von 2002 bis 2012 Erzbischof von Canterbury, Primas von ganz England und in dieser Funktion  Mitglied des House of Lords. Nach seinem Ausscheiden aus dem Amt wurde ihm am 8. Januar 2013 eine Life Peerage verliehen. Er gehört als Life Peer somit weiterhin dem House of Lords an.

## Leben

### Berufliche Laufbahn
Nach dem Besuch der Dynevor Secondary School und des Christ’s College in Cambridge (1971–1975) begann Williams das Studium der Theologie am Wadham College in Oxford. Nach weiteren zwei Jahren Studium im Mirfield Theological College bei Leeds wurde er 1977 zum Diakon und 1978 zum Priester geweiht. Ab 1977 als Tutor des Westcott House in Cambridge wirkend, wurde er in dieser Zeit auch zum Doktor der Theologie promoviert. Nachdem er von 1980 bis 1983 als Kaplan an S. George in Chesterton gewirkt hatte und zugleich seit 1980 auch Theologie in Cambridge lehrte, wurde er 1984 Dekan und Kaplan des Clare College in Cambridge. 1986 verließ er diese Stellung, um bis 1992 als Professor der Theologie in Oxford zu lehren.
Bereits von 1981 bis 1982 Canon Theologian an der Kathedrale von Leicester, wurde er 1986 residierender Domherr der Kathedrale Christ Church in Oxford, von wo aus er am 5. Dezember 1991 zum Bischof von Monmouth erhoben wurde, am 1. Mai 1992 in der Kathedrale von St Asaph die Bischofsweihe erhielt und im Dezember 1999 zum Erzbischof von Wales gewählt wurde. Die Krönung seiner Karriere war die Erhebung zum Erzbischof von Canterbury am 23. Juli 2002. Am 16. März 2012 kündigte er an, ab Januar 2013 die akademische Position ‘Master of Magdalene College’ am Magdalene College in Cambridge antreten zu wollen, weshalb er zum 31. Dezember 2012 von seinem Amt als Erzbischof von Canterbury zurücktrat.

### Interessen und Aktivitäten
Williams ist Autor zahlreicher theologischer und spiritueller Bücher und Artikel. Er interessiert sich für Musik und ist Mitglied der British Academy und des walisischen Gorsedd of Bards. Zudem ist Williams an Sprachen interessiert und polyglott; er spricht neben Englisch Walisisch, Französisch, Deutsch, Latein, Griechisch, Hebräisch, Russisch, Italienisch und Spanisch. Außerdem schreibt er Gedichte, 2021 erschien ein Band gesammelte Gedichte.

### Familie
Williams ist seit 1981 mit Jane Paul verheiratet, die ebenfalls Theologin ist. Mit ihr hat er eine Tochter und einen Sohn.

## Positionen

### Umweltpolitik
Williams nimmt aktiv an der öffentlichen Debatte um Auswege aus der Klimakrise teil; so unterzeichnete er im Oktober 2018 einen offenen Brief, in dem der britischen Regierung Versagen im Klimaschutz vorgeworfen wird, die Extinction Rebellion, eine zu zivilem Ungehorsam in der Klimafrage aufrufenden Graswurzelbewegung, unterstützt wird und eine Dekarbonisierung der Wirtschaft gefordert wird. Er ist zudem Mitunterzeichner eines im Dezember 2018 veröffentlichten offenen Briefes, in welchem der Politik ein Scheitern bei der Thematisierung der Umweltkrise vorgeworfen wird und dazu aufgerufen wird, sich Bewegungen wie Extinction Rebellion anzuschließen und einen Konsumverzicht zu leisten.

### Kirchenpolitik
Williams gilt als liberaler Kirchenmann, der um die Einheit der Anglikanischen Kirche bemüht ist und den bald 40-jährigen Dialog mit der katholischen Kirche fortführt. In einem privaten Briefwechsel von 2000 bis 2002 erklärte er, dass das monogame Zusammenleben gleichgeschlechtlicher Paare die Liebe Gottes widerspiegeln könne, vertritt aber als geistliches Oberhaupt der anglikanischen Kirchengemeinschaft bewusst in Sexualfragen nicht seine eigene, persönliche Meinung, sondern den Konsens der Lambeth-Konferenz von 1998. Am 7. Juli 2008 befürwortete Williams auf der Generalsynode der Church of England die Zulassung von Frauen im Bischofsamt.

### Verhältnis zum Islam
Williams’ kritische Stellungnahmen zum Irakkrieg und zur Palästinenserpolitik Israels wurden von anderen massiv kritisiert. Zum Beispiel bezeichnete 2006 Bradley Burston, ein prominenter israelischer Publizist, sein Tun als Appeasement-Politik gegenüber islamistischen Terroristen und verglich Williams’ Argumentation mit der des Holocaustleugners David Irving.
Einen heftigen Disput lösten 2008 seine Überlegungen aus, in Großbritannien in bestimmten Rechtsangelegenheiten, beispielsweise im Eherecht und im Finanzrecht, vertragsrechtliche Regelungen nach der Scharia zuzulassen. Das britische Recht müsse abweichende Loyalitäten berücksichtigen. Zugleich betonte er, es gebe unhaltbare Aspekte: „Niemand, der recht bei Sinnen ist, will in diesem Land die Unmenschlichkeiten sehen, die mit der Praxis des Rechts in einigen islamischen Staaten verbunden ist.“ Seinen Äußerungen wurde auch innerkirchlich widersprochen.
Williams betont auf seiner Website, dass er weder im Interview noch in seinem Vortrag vorgeschlagen hat, die Scharia einzuführen, und in keiner Weise forderte, sie als Parallelinstitution zum bürgerlichen Gesetz einzuführen. Namhafte englische Theologen wie N. T. Wright bestätigen, dass ein solcher Vorschlag in seinem Vortrag „Civil and Religious Law in England: a Religious Perspective“ nicht enthalten ist.
Anfang April 2012 äußerte Williams die Auffassung, der islamische Gesichtsschleier für Frauen könne „den Musliminnen zu Selbstbewusstsein verhelfen“.

## Mitgliedschaft im House of Lords und Auszeichnungen
Während seiner Zeit als Erzbischof von Canterbury war Williams kraft Amtes auch als geistlicher Lord Mitglied des House of Lords. Nach seinem Ausscheiden aus dem Amt wurde ihm am 8. Januar 2013 eine Life Peerage mit dem Titel Baron Williams of Oystermouth, of Oystermouth in the City and County of Swansea, verliehen. Am 15. Januar 2013 wurde er offiziell im House of Lords in sein neues Amt als Life Peer eingeführt. Bei der Einführung und Eidesleistung wurde er von Brian Griffiths, Baron Griffiths of Fforestfach und Michael Lord, Baron Framlingham begleitet.
Am 4. Dezember 2012 verlieh ihm Königin Elisabeth II. die Royal Victorian Chain als persönliche Auszeichnung. Zudem ist er bereits seit 2010 Mitglied der American Academy of Arts and Sciences.

## Veröffentlichungen
- Arius – Heresy and Tradition. 2. revidierte Auflage. William B. Eerdmans Publishing, Grand Rapids (Michigan)/Cambridge, England 2002, ISBN 0-8028-4969-5.
- Dostoevsky. Language, Faith and Fiction. Baylor University Press 2008. ISBN 978-1-84706-425-7.